# Anna Kańtoch
Anna Kańtoch est une écrivaine polonaise née le 28 décembre 1976 à Katowice, autrice de romans et nouvelles fantastiques et policiers,,, également connue sous le pseudonyme d'Anneke.

## Biographie

### Enfance et études
Anna Kańtoch commence à écrire ses premières œuvres à l'école primaire et les qualifie de « textes très faibles ».
Elle est diplômée en études orientales (spécialisation : études arabes) de l'université Jagellonne. Après ses études, elle retourne à Katowice, où elle travaille dans une agence de voyage.
Elle est membre du Club de Fantasy de Silésie (pl).

### Carrière
Elle fait ses débuts en avril 2004 avec la nouvelle Diabeł na wieży, publiée dans le magazine Science Fiction (pl). En juillet 2005, la maison d'édition Fabryka Słów publie le recueil de nouvelles.
Elle écrit des critiques de films et de livres pour le magazine en ligne Avatarae (où elle publie la suite de la nouvelle Diabeł na wieży, Czarna Saissa) et écrit pour le magazine Esensja (pl).
Son premier livre est le roman Miasto w zieleni i błękicie, qui se déroule dans le même monde que Diabeł na wieży.
Membre du groupe littéraire Harda Horda.

## Récompenses et distinctions
Lors de l'Eurocon 2007, elle reçoit le prix de la Société européenne de science-fiction pour le jeune auteur le plus prometteur, l'Encouragement Award.
Elle reçoit le prix Janusz A. Zajdel à cinq reprises : une fois pour un roman (en 2010 pour le premier volume de Przedksiężycowi) et quatre fois pour des nouvelles (en 2009 pour Światy Dantego, en 2011 pour Duchy w maszynach, en 2014 pour Człowiek nieciągły et en 2015 pour Sztuka porozumienia),.
En 2013, elle reçoit le prix littéraire Jerzy Żuławski pour son roman Czarne.
En 2018, elle reçoit le Prix spécial Janina Paradowska (décerné dans le cadre du Prix du grand calibre) pour son roman Wiara et la Distinction d'or du Prix littéraire Jerzy Żuławski pour son roman Niepełnia.
En 2021, elle reçoit le prix du Grand Calibre pour son roman Wiosna zaginionych,,,.